# Drogi krajowe w Danii
Drogi krajowe w Danii (duń. Primærrute) – jedna z głównych sieci dróg kołowych na terenie Danii, stanowiąca uzupełnienie w stosunku do autostrad. Zarządcą dróg krajowych jest Dyrekcja Dróg (duń. Vejdirektoratet) podlegająca pod Ministerstwo Transportu. Duńskie drogi krajowe są oznaczane czarnymi znakami na żółtym tle.

## Numeracja

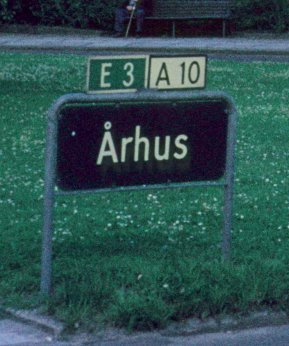
Wjazd do Århus w ciągu dawnej drogi A10 E3 (1968)

Historia numeracji dróg krajowych sięga przełomu lat 50. i lat 60. – wtedy najważniejszym trasom nadano oznaczenia A1 – A18. Niektóre trasy otrzymały numerację E, które później uległy zmianie.
- A1 (E66): Esbjerg – Holsted – Vejen – Kolding – Middelfart – Odense – Nyborg – przeprawa promowa – Halsskovhan – Slagelse – Sorö – Ringsted – Roskilde – Köbenhavn (zmiana na E20 w 1992)
- A1a: obwodnica Esbjerg (A1 – A12)[3]
- A2 (E4, E64, E66): Gedser – Nyköbing – Vordingborg – Köge – Köbenhavn (zmiana E4 na E55 w 1992, E64 na E47 w 1992 i E66 na E20 w 1992)
- A3 (E4): Köbenhavn – Hörsholm – Helsingör (zmiana na E55 w 1992)
- A4: Kalundborg – Holbæk – Roskilde
- A4a: Svogerslev – Roskilde[3]
- A5: Hilleröd – København
- A6: Roskilde – Hilleröd – A3 (– Helsingör)
- A7: Nakskov – Maribo – Saksköbing – Nyköbing
- A8: Tönder – Kruså – Gråsten – Sönderborg – Mommark – przeprawa promowa – Faaborg – Kværndrup – Nyborg
- A9: Odense – Kværndrup – Svendborg
- A10 (E3): granica z RFN – Kruså – Åbenrå – Haderslev – Kolding – Vejle – Horsens – Århus – Randers – Hobro – Buderup – Svenstrup – Ålborg – Nörresundby – Sæby – Frederikshavn – Skagen (zmiana na E45 w 1992)
- A11: Varde – Skjern – Holstebro – Hurup – Thisted – Åby – Hjörring – Frederikshavn
- A12: Esbjerg – Varde
- A13: Vejle – Snede – Pårup – Viborg – Buderup
- A14: Nörresundby – Brönderslev – Hjörring – Hirtshals
- A15: Ringköbing – Herning – Ikast – Silkeborg – Århus
- A16: Ringköbing – Holstebro – Viborg – Randers – Grenaa
- A17: Nörresundby – Åby
- A18 (E67): A1 – Vejle – Brande – Herning – Holstebro

Obecnie drogi krajowe posiadają numerację 6 – 99 oraz O1 – O4 dla pierścieni drogowych posiadających status drogi krajowej. Formalnie istnieje 37 dróg krajowych, z których najwyższa ma numer 59.

## Wykaz dróg
| Numer | Przebieg                                                          | Długość |
| ----- | ----------------------------------------------------------------- | ------- |
| PR6   | Køge – Roskilde – Helsingør                                       | 81 km   |
| PR8   | Nyborg – Sønderborg – ≈ – Tønder                                  | 139 km  |
| PR9   | Odense – Svendborg – ≈ – Maribo – Nykøbing Falster                | 125 km  |
| PR11  | – Esbjerg – Holstebro – Nørresundby                               | 349 km  |
| PR12  | Esbjerg – Herning – Viborg                                        | 129 km  |
| PR13  | Vejle – Viborg – Sønderup (E45)                                   | 138 km  |
| PR14  | Roskilde – Ringsted – Næstved                                     | 56 km   |
| PR15  | Grenaa – Aarhus – Herning – Ringkøbing                            | 203 km  |
| PR16  | København – Hillerød – ≈ – Grenaa – Randers – Viborg – Ringkøbing | 361 km  |
| PR17  | København                                                         | 3 km    |
| PR18  | Vejle – Herning – Holstebro                                       | 103 km  |
| PR19  | København – Hørsholm – Hillerød                                   | 41 km   |
| PR21  | København – Roskilde – Holbæk – ≈ – Randers                       | 165 km  |
| PR22  | Kalundborg – Næstved – Vordingborg                                | 105 km  |
| PR23  | Roskilde – Kalundborg – ≈ – Vejle                                 | 99 km   |
| PR24  | Aabenraa – Ribe – Esbjerg                                         | 89 km   |
| PR25  | Tønder – Kolding                                                  | 72 km   |
| PR26  | Aarhus – Viborg – Thisted – Hanstholm                             | 178 km  |
| PR28  | Snoghøj – Fredericia – Vejle – Ringkøbing – Lemvig                | 183 km  |
| PR29  | Hobro (E45) – Hanstholm                                           | 97 km   |
| PR30  | Esbjerg – Horsens                                                 | 91 km   |
| PR32  | Ribe – Lunderskov                                                 | 41 km   |
| PR34  | Herning – Skive                                                   | 47 km   |
| PR35  | Hjørring – Frederikshavn                                          | 38 km   |
| PR38  | Rønne – Nexø                                                      | 30 km   |
| PR40  | Frederikshavn – Skagen                                            | 45 km   |
| PR41  | Sønderborg – Aabenraa                                             | 29 km   |
| PR42  | Aabenraa – Tinglev                                                | 17 km   |
| PR43  | Årslev – Faaborg                                                  | 26 km   |
| PR44  | Faaborg – Svendborg                                               | 25 km   |
| PR46  | Silkeborg – Randers                                               | 45 km   |
| PR47  | Haderslev – Gabøl                                                 | 22 km   |
| PR52  | Juelsminde – Horsens – Silkeborg – Viborg                         | 93 km   |
| PR53  | Hillerød – Frederikssund – Holbæk                                 | 45 km   |
| PR54  | Næstved – Rønnede (E47/E55)                                       | 15 km   |
| PR55  | Aalborg – Hirtshals                                               | 77 km   |
| PR57  | Holbæk – Sorø (E20)                                               | 34 km   |
| PR59  | Vordingborg – Stege                                               | 21 km   |

≈ – przeprawa promowa

### Drogi krajowe będące autostradami
| Półwysep Jutlandzki | Djurslandmotorvejen     |
| Półwysep Jutlandzki | Herningmotorvejen       |
| Półwysep Jutlandzki | Silkeborgmotorvejen     |
| Półwysep Jutlandzki | Midtjyske Motorvej      |
| Półwysep Jutlandzki | Messemotorvejen         |
| Półwysep Jutlandzki | Sønderborgmotorvejen    |
| Fionia              | Svendborgmotorvejen     |
| Zelandia            | Hillerødmotorvejen      |
| Zelandia            | Frederikssundmotorvejen |
| Zelandia            | Motorring 4             |
| Zelandia            | Helsingørmotorvejen     |
| Zelandia            | Holbækmotorvejen        |
| Zelandia            | Kalundborgmotorvejen    |

## Obwodnice mające status dróg krajowych
- Aalborg
- Aarhus
  - O1
- Helsingør
- Hillerød
- København
  -  (faktyczny pierścień)
  -  Vallensbæk Strand – Glostrup – Herlev – Lyngby
  -  Ishøj – Ballerup – Lyngby
- Odense
- Roskilde
  - O1